# Star Wars: The Rise of Skywalker (Original Motion Picture Soundtrack)
Star Wars: The Rise of Skywalker (Original Motion Picture Soundtrack) è un album in studio del compositore statunitense John Williams, pubblicato il 18 dicembre 2019. L'album contiene la colonna sonora del film Star Wars - L'ascesa di Skywalker.

## Descrizione
La colonna sonora, composta e diretta da John Williams, è stata pubblicata sia in formato digitale sia in CD dalla Walt Disney Records, rispettivamente il 18 dicembre e il 20 dicembre 2019.
Si tratta dell'ultima colonna sonora di Williams per il franchise; poco prima dell'inizio delle sessioni, Williams aveva annunciato che si sarebbe ritirato da Guerre stellari dopo oltre 40 anni come cuore musicale. La colonna sonora è stata premiata al Saturn Award per la migliore musica.
Il 10 gennaio 2018 è stato annunciato che John Williams, che aveva già lavorato agli otto precedenti film della saga, avrebbe realizzato anche la colonna sonora di Episodio IX. Il mese successivo, Williams ha dichiarato che questo sarebbe stato l'ultimo film di Guerre stellari per cui avrebbe composto la colonna sonora (anche se in seguito sarebbe tornato per comporre il tema musicale della miniserie televisiva di Disney+ Obi-Wan Kenobi). Nell'agosto 2019, in occasione della Film Night di Tanglewood, è stato rivelato che Williams aveva scritto circa l'80% della musica prevista per il film e che, secondo il fratello di Williams Don, avrebbe incorporato tutti i temi principali della saga degli Skywalker.
La realizzazione della colonna sonora è iniziata a metà luglio 2019 presso il Barbra Streisand Scoring Stage dei Sony Pictures Studios a Culver City, la registrazione ha richiesto ben 11 sessioni sparse in un periodo di cinque mesi. Williams ha condotto le sessioni in prima persona, registrando oltre tre ore di musica che consistevano in materiale nuovo e revisioni di temi precedenti. Parlando del processo di registrazione, ha detto che «è stato un meraviglioso modo per trascorrere sei o otto mesi... e di essere grato per aver avuto l'energia e l'interesse di lavorare con l'orchestra, che è stata molto bella». William Ross ha collaborato alle orchestrazioni, mentre il missaggio è stato curato dal tecnico del suono Shawn Murphy. Come i precedenti film della trilogia sequel, il film è stato registrato con un'orchestra indipendente di 102 elementi e con la Los Angeles Master Chorale di 100 voci. L'ultimo giorno di registrazione, tenutosi il 18 novembre 2019, si è svolto con la presenza di molti attori e dirigenti del cast, come gli attori Mark Hamill, Daisy Ridley, Kelly Marie Tran e il frequente collaboratore Steven Spielberg.
In vista dell'uscita della colonna sonora, il 10 dicembre 2019 è stato pubblicato sul sito web dei premi Disney un album della colonna sonora di For Your Consideration, che consisteva in 50 minuti di musica del film. Tuttavia, per motivi sconosciuti, è stato tolto poco dopo.

## Musica aggiuntiva
- Lido Hey di Lin-Manuel Miranda e J. J. Abrams. Eseguito nella band Shag Kava. I personaggi principali del film partecipano e attraversano il Festival degli Antenati sul pianeta desertico Pasaana.[10][11]
- Oma's Place di Ricky Tinez e J. J. Abrams. Si svolge mentre i protagonisti entrano in un bar di proprietà di Oma Tres (con il compositore John Williams in un cameo) sul pianeta Kijimi.[11]

## Tracce
Testi e musiche di John Williams.
1. Fanfare and Prologue – 4:34
2. Journey to Exegol – 2:49
3. The Rise of Skywalker – 4:18
4. The Old Death Star – 3:16
5. The Speeder Chase – 3:21
6. Destiny of a Jedi – 5:12
7. Anthem of Evil – 3:23
8. Fleeing from Kijimi – 2:51
9. We Go Together – 3:17
10. Join Me – 3:42
11. They Will Come – 2:50
12. The Final Saber Duel – 3:57
13. Battle of the Resistance – 2:51
14. Approaching the Throne – 4:16
15. The Force Is with You – 3:59
16. Farewell – 5:14
17. Reunion – 4:05
18. A New Home – 1:47
19. Finale – 10:51

## Classifiche
| Classifica (2019-2020)                    | Posizione massima |
| ----------------------------------------- | ----------------- |
| Australian Albums (ARIA)                  | 25                |
| Belgian Albums (Ultratop Fiandre)         | 52                |
| Belgian Albums (Ultratop Vallonia)        | 89                |
| German Albums (Offizielle Top 100)        | 35                |
| Hungarian Albums (Mahasz)                 | 25                |
| Japanese Albums (Oricon)                  | 28                |
| Scottish Albums (Official Charts Company) | 53                |
| Spanish Albums (PROMUSICAE)               | 28                |
| Swiss Albums (Schweizer Hitparade)        | 43                |
| UK Albums (Official Charts Company)       | 57                |
| US Billboard 200                          | 42                |

## Riconoscimenti
- 2019 – Premi IFMCA
  - Miglior colonna sonora dell'anno
  - Miglior colonna sonora originale per un film fantasy / di fantascienza
  - Miglior composizione della colonna sonora dell'anno per il tema principale del film a The Rise of Skywalker
- 2020 – Premio Oscar
  - Candidatura per la migliore colonna sonora a John Williams
- 2021 – Premio Saturn[23]
  - Miglior colonna sonora